# 길리어드 사이언스
길리어드 사이언스(영어: Gilead Sciences)는 미국의 제약회사다. HIV/AIDS, B형 간염, C형 간염, 인플루엔자, 코로나바이러스감염증-19의 치료에 사용되는 항바이러스제의 개발, 연구에 집중한다. S&P 500에 상장되어 있다.